# Terrence Steadman
Terrence Steadman is een personage uit de Amerikaanse televisieserie Prison Break.
Hij werd in het eerste seizoen gespeeld door John Billingsley en werd  daarna, in het tweede seizoen, vertolkt door Jeff Perry. Terrence was de directeur van Ecofield, een bedrijf dat onderzoek doet naar alternatieve energiebronnen, en de broer van Caroline Reynolds (vertolkt door Patricia Wettig), de vicepresident en later de President van de Verenigde Staten. Terrence Steadman werd geïntroduceerd als de man die door Lincoln Burrows vermoord was. Terrence was het centrale persoon in het complot van Reynolds en “The Company” om zijn dood in scène te zetten en Lincoln Burrows hiervan de schuld te geven. Steadman zat daarom afgezonderd in een villa in Blackfoot, Montana, die hij niet kon verlaten. Niemand, buiten zijn zus en enkele anderen, wisten dat hij daar was. Terrence was ook onherkenbaar gemaakt door onder andere zijn gebit te verwijderen en plastische chirurgie toe te passen.
In het eerste seizoen was Steadman niet veel te zien, omdat het grootste deel van het verhaal zich dan binnen de muren van Fox River gevangenis afspeelde.
In het tweede seizoen zagen we Steadman verschillende keren. Lincoln Burrows en Michael Scofield wisten hem te vinden en wilden zo Lincolns onschuld bewijzen, maar Terrence Steadman pleegde toen zelfmoord en de broers waren terug bij af.